# Granny Smith
Granny Smith hay còn được gọi là táo xanh hay táo chua, là một giống táo có nguồn gốc từ Úc xuất hiện vào năm 1868. Nó được đặt tên sau khi nhà nhân giống cây trồng Maria Ann Smith tình cờ phát hiện trong một quá trình lai tạo không chủ ý.
Quả táo cứng, chắc, có vỏ màu xanh nhạt, thịt giòn và chứa nhiều nước. Hương vị chua và có tính axit. Nó vẫn cứng khi nướng, khiến nó trở thành một loại táo nấu ăn rất phổ biến, chẳng hạn như được sử dụng trong bánh nướng để làm ngọt. Quả táo chuyển từ màu xanh sang màu vàng khi quá chín. Vào năm 2019, Hiệp hội Táo Mỹ báo cáo Granny Smith là giống táo phổ biến thứ ba tại Hoa Kỳ.

## Lịch sử

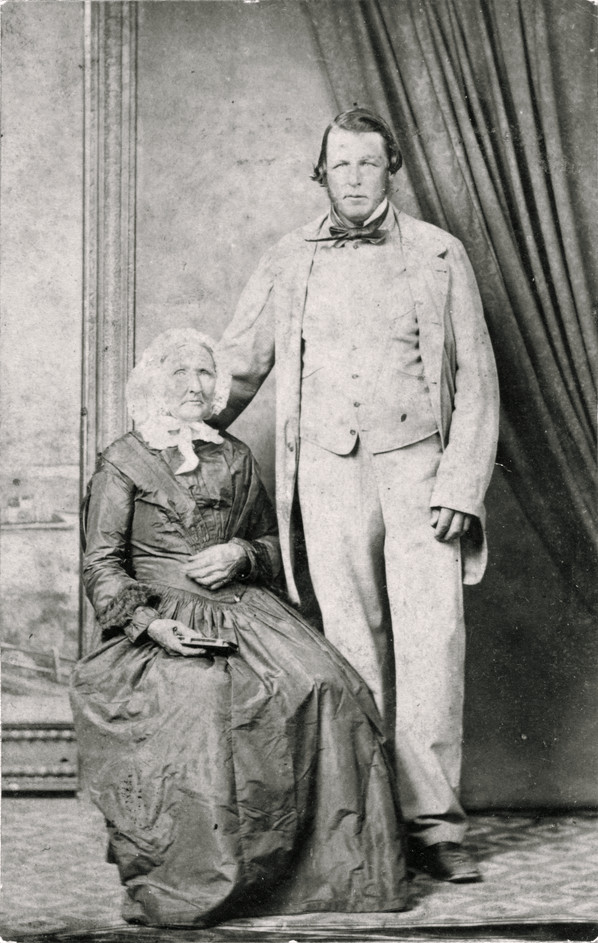
Maria Ann "Granny" Smith (1799–1870)

Giống táo Granny Smith có nguồn gốc ở Eastwood, New South Wales, Úc (nay là vùng ngoại ô của Sydney) vào năm 1868. Người khám phá ra nó là Maria Ann Smith (nhũ danh Sherwood), bà đã di cư đến quận từ Beckley, East Sussex vào năm 1839 theo chồng của bà là Thomas. Họ mua một vườn cây ăn quả nhỏ trong vùng vào những năm 1855–1856 và bắt đầu trồng trọt trái cây, đưa tên tuổi vùng này lên khắp thuộc địa Úc. Smith có tám người con, bà là một nhân vật nổi bật trong quận, trong những năm bà cao tuổi bà có biệt danh là "Granny" Smith.

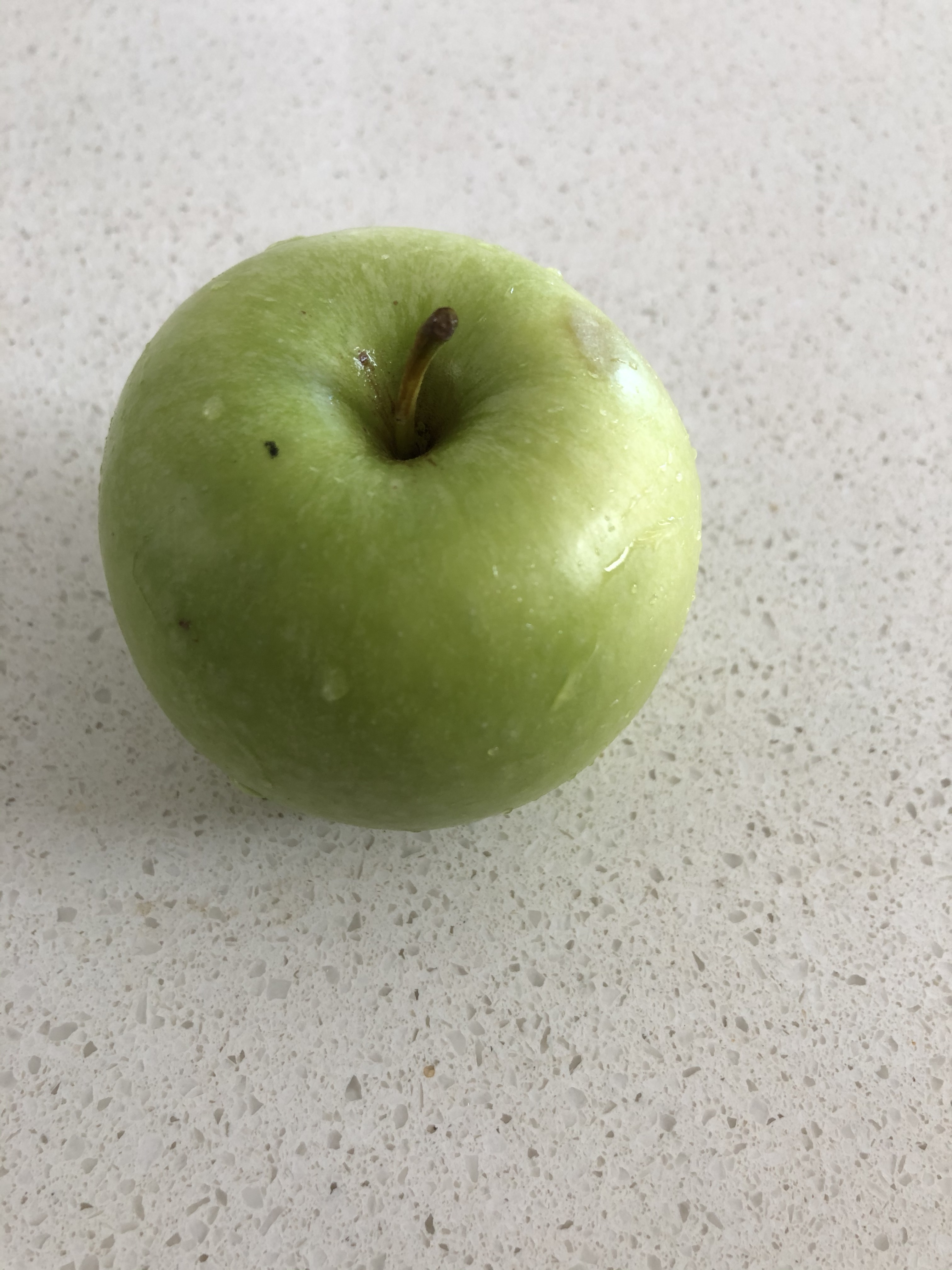
Granny Smith có hình tròn với màu xanh lục nhạt.

Lịch sử nguồn gốc của táo Granny Smith đã không được công bố cho đến năm 1924. Trong năm đó, theo một sử gia địa phương trong Farmer and Settler ông đã phỏng vấn hai người đàn ông quen biết Smith. Một trong hai người được phỏng vấn kể lại rằng, vào năm 1868, ông ta (khi đó 12 tuổi) và cha ông ta đã được mời đến trang trại của Smith để kiểm tra một cây con lai tạo không chủ ý nảy mầm gần một con lạch. Smith đã vứt hạt ở đó giữa những cây dương xỉ phần còn lại của quả táo dại Pháp được trồng ở Tasmania. Một câu chuyện khác kể lại rằng Smith đã thử nghiệm táo dại Pháp để nấu ăn, và ném lõi táo ra ngoài cửa sổ, khi bà ấy làm việc đã phát hiện ra rằng giống táo mới đã mọc lên bên dưới bệ cửa sổ nhà bếp của mình. Dù là gì đi nữa, Smith đã tự mình nhân giống giống cây trồng mới trong khu đất của mình khi khám phá rằng những quả táo có thể dùng tốt để nấu ăn và để bán. Chúng có "đầy đủ hình dạng của một quả táo nấu ăn", chúng không có vị chua mà thay vào đó là "ngọt và giòn để ăn." Bà đến một gian hàng tại chợ George Street ở Sydney, tại đó những quả táo được bảo quản "đặc biệt tốt và trở nên phổ biến" và "mỗi tuần một lần bà bán sản phẩm ở đó."
Smith qua đời chỉ vài năm sau phát hiện của bà (năm 1870), nhưng công việc canh tác của bà đã được những người trồng rừng ở địa phương khác chú ý. Edward Gallard là một trong những người trong đó, ông đã trồng rộng rãi táo Granny Smith trong đất canh tác của ông và sau đó ông mua lại trang trại Smith khi Thomas qua đời vào năm 1876. Gallard đã thành công trong việc tiếp thị loại táo này tại địa phương, nhưng nó không nhận được sự chú ý rộng rãi cho đến năm 1890. Trong năm đó, nó được trưng bày với cái tên "Cây giống của Smith" tại Triển lãm Nông nghiệp và Làm vườn Castle Hill, năm sau nó đã giành được giải thưởng nấu táo với tên gọi "Granny Smith's Seedling." ("Cây giống của bà Smith"). Giống táo thành công rực rỡ đến nỗi vào năm sau nhiều người đã trưng bày táo Granny Smith tại các buổi triển lãm trồng trọt.
Vào năm 1895, Cơ quan Nông nghiệp New South Wales đã công nhận giống táo này và bắt đầu cho trồng tại Khu thí nghiệm của Chính phủ ở Bathurst, New South Wales, giới thiệu trên công báo về đặc tính của nó như một loại táo nấu ăn có tiềm năng để xuất khẩu. Trong những năm sau đó, chính phủ đã tích cực quảng bá giống táo, dẫn đến việc nó được áp dụng trồng rộng rãi. Sự nổi tiếng trên toàn thế giới của nó đã tăng lên, táo có thể được thu hoạch từ tháng 3 và lưu trữ cho đến tháng 11. Vào những năm 1890 và những năm 1900, những nhà buôn trái cây tiên phong đã thử nghiệm các phương pháp vận chuyển táo ra nước ngoài trong kho đông lạnh. Vì thời hạn sử dụng tuyệt vời của nó, Granny Smith có thể được xuất khẩu xa và xuất khẩu hầu hết các thời điểm trong năm, vào thời điểm xuất khẩu thực phẩm của Úc đang tăng mạnh do nhu cầu của quốc tế. Granny Smith đã được xuất khẩu với số lượng lớn sau Chiến tranh thế giới thứ nhất và đến năm 1975, 40% sản lượng táo của Úc là Granny Smith. Vào thời điểm này, nó đã được trồng phổ biến mạnh tại những nơi khác ở Nam Bán cầu, cũng như ở Pháp và Hoa Kỳ. Sự ra đời của quả táo Granny Smith đến nay được tổ chức kỷ niệm hàng năm ở Eastwood với Lễ hội Granny Smith.

## Thuộc tính

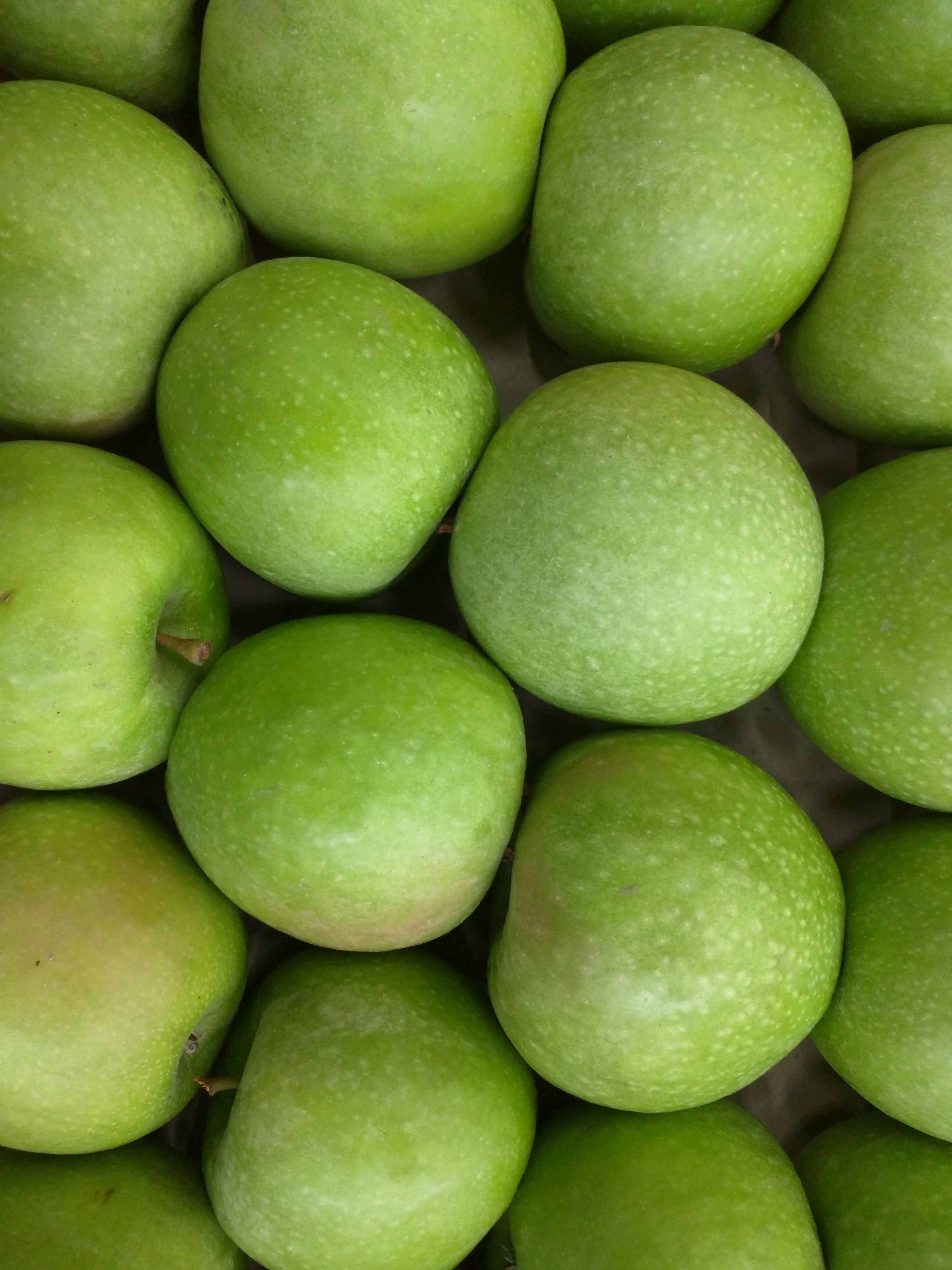
Granny Smith đặc biệt có màu xanh sáng khi chín.

Cây non có thể biến đổi về mặt di truyền. Chúng thường kém chất lượng khi trồng từ hạt giống. Để giữ được các biến dị di truyền chính xác, phương pháp nhân giống thông thường là chiết ghép cây trồng (giâm cành đôi khi được sử dụng). Tất cả những cây táo Granny Smith được trồng hiện nay đều là những cây vô tính từ cây táo Smith ban đầu ở Sydney.
Táo Granny Smith có màu xanh lục nhạt. Chúng được sử dụng phổ biến trong nhiều món ăn có táo, chẳng hạn như bánh táo, cobbler,... Chúng cũng thường được ăn sống, hoặc sản xuất rượu táo, như công ty Woodchuck Hard Cider có sản phẩm rượu táo Granny Smith.
Giống táo này khá nhạy cảm với bệnh cháy lá và rất dễ bị bệnh vảy, bệnh phấn trắng và bệnh gỉ sắt táo.
Táo Granny Smith dễ bảo quản trong kho bảo quản hơn nhiều so với các loại táo khác, yếu tố này đã góp phần rất lớn vào sự thành công của nó trên thị trường xuất khẩu. Thời hạn lưu trữ lâu dài của nó là do ở mức độ sản sinh ethylene khá thấp, và trong điều kiện bảo quản thích hợp, Granny Smiths không bị giảm chất lượng trong vòng một năm. Giống cây này cần ít số giờ lạnh hơn trong mùa đông và mùa quả dài hơn để trưởng thành, vì vậy nó được ưa chuộng đối với những vùng trồng táo có khí hậu ôn đới. Tuy nhiên, chúng dễ bị bỏng bề mặt và có vị đắng. Bỏng vỏ bề mặt có thể được kiểm soát bằng cách điều trị với diphenylamine trước khi bảo quản. Nó cũng có thể được kiểm soát bằng cách lưu trữ oxy thấp. Có thể kiểm soát bệnh đắng ở quả táo bằng thuốc xịt canxi trong mùa sinh trưởng và bằng thuốc xịt canxi sau thu hoạch.
Theo trang web của Hiệp hội Táo Hoa Kỳ, nó là một trong mười lăm giống táo phổ biến nhất ở Hoa Kỳ.